# Sérgio Mendes
Sérgio Santos Mendes OMC (Niterói, 11 de fevereiro de 1941 – Los Angeles, 5 de setembro de 2024) foi um músico brasileiro, conhecido internacionalmente na difusão da bossa nova, do samba e da MPB. Conquistou 1 Grammy, 2 Grammy Latino, foi indicado ao Oscar de melhor canção original e é o recordista brasileiro de ingressos na Billboard Hot 100.

## Carreira

Em 1968.

Sérgio Mendes começou com o Sexteto Bossa Rio, gravando o disco Dance Moderno em 1961. Viajando pela Europa e pelos Estados Unidos, gravou vários álbuns com Cannonball Adderley e Herbie Mann, chegando a tocar no Carnegie Hall. Mudou-se para os EUA em 1964 e produziu dois álbuns sob o nome de Brasil '64, com a Capitol Records e a Atlantic Records.
Foi nos Estados Unidos que começou o grupo Sérgio Mendes & Brasil 66, alcançando sucesso ao lançar a canção "Mas que Nada", de Jorge Ben Jor, em versão Bossa Nova.
Passou  longo tempo no ostracismo, lançando discos que tiveram pouco sucesso comercial. Seu reencontro com o grande público se deu em 1984, com o lançamento do disco e sucesso Never Gonna Let You Go, chegando a quarto lugar nas paradas.  Pouco depois lançou o álbum Confetti, contendo entre outras músicas "Olympia", feita para as Olimpíadas de 1984 em Los Angeles.
Nos anos 90, criou a banda Brasil 99, com a qual gravou o disco Brasileiro, que, além de levá-lo de volta às paradas de sucesso, rendeu-lhe o Grammy de 1993 na categoria World Music. Tem mais de trinta discos lançados, e o mais recente deles conta com participações especiais de, entre outros, Stevie Wonder e Black Eyed Peas.
A música "Never Gonna Let You Go", de Sérgio Mendes, tem as participações de Joe Pizzulo e Leza Miller nos vocais.

## O encontro com Elvis Presley
O encontro se deu durante a temporada em que Elvis Presley se apresentava em Lake Tahoe, Nevada, no Midnight Show, no dia 1 de agosto de 1971.
No livro Os Arquivos de Elvis  há um erro gravíssimo na página 128, na qual em uma foto a descrição diz: "Paul Anka (direita) com seu empresário (centro) e Elvis em Las Vegas de 1972". Na realidade, a pessoa do centro da foto é Sergio Mendes.
Os únicos brasileiros famosos que conheceram Elvis Presley pessoalmente foram Leny Eversong, Cauby Peixoto e Sérgio Mendes. O encontro com Elvis Presley e Cauby Peixoto foi noticiado na Revista do Rádio, em dezembro de 1956.

## Morte
Sérgio morreu em Los Angeles em 5 de setembro de 2024, aos 83 anos. O músico vinha enfrentando doenças decorrentes de problemas respiratórios desde 2023. 

## Discografia
- Dance moderno (1961)
- Quiet nights (1963)
- Você ainda não ouviu nada. Sergio Mendes & Bossa Rio (1963)
- The swinger from Rio (1964)
- Bossa Nova York. Sergio Mendes Trio (1964)
- Cannonbal's bossa nova with Bossa Rio (1964)
- In person at El Matador-Sergio Mendes & Brasil' 65 (1964)
- Brasil' 65. Wanda de Sah featuring The Sergio Mendes Trio (1965)
- The great arrival (1966)
- Herb Alpert presents Sergio Mendes & Brazil 66 (1966)
- Equinox-Sergio Mendes & Brasil' 66 (1967)
- Sergio Mendes favourite things (1968)
- Look around-Sergio Mendes & Brasil' 66 (1968)
- Crystal illusions-Sergio Mendes & Brasil' 66 (1969)
- Fool on the Hill (1969)
- Ye-me-lê. Sergio Mendes & Brazil' 66 (1970)
- Live at Expo' 70. Sergio Mendes & Brazil' 66 (1970)
- Stilness-Sergio Mendes & Brasil' 66 (1971)
- País tropical-Sergio Mendes & Brazil' 77 (1971)
- Raízes-Sergio Mendes & Brazil' 77 (1972)
- Love music-Sergio Mendes & Brasil' 77 (1973)
- In concert-Sergio Mendes & Brasil' 77 (1973)
- Vintage 74-Sergio Mendes & Brasil' 77 (1974)
- Sergio Mendes (1975)
- Homecooking-Sergio Mendes & Brasil' 77 (1976)
- Sergio Mendes & and the new Brasil' 77 (1977)
- Brasil 88 (1978)
- Pelé-trilha sonora do filme (1977)
- Magic lady (1979)
- Horizonte aberto (1979)
- Sergio Mendes (1983)
- Confetti (1984)
- Brasil 86 (1986)
- Arara (1989)
- Brasileiro (1992)
- Oceano (1996)
- Timeless (2006)
- Encanto (2008)
- Bom Tempo (2010)
- Magic (2014)
- In the Key of Joy (2020)

## Singles
O ano de lançamento é seguido do título e da posição na parada americana.
- 1966 - Mas Que Nada - Billboard Adult Contemporary # 04 e Billboard Pop Singles #47
- 1967 - Night And Day - Billboard Pop Singles #82
- 1968 - Scarborough Fair - Billboard Pop Singles #16
- 1968 - The Fool on the Hill - Billboard Adult Contemporary #1 e Billboard Pop Singles #06
- 1968 - The Look of Love - Billboard Adult Contemporary #02 e Billboard Pop Singles #04
- 1969 - (Sittin' On) the Dock of the Bay - Billboard Pop Singles #66
- 1969 - Pretty World - Billboard Adult Contemporary #04 e Billboard Pop Singles #62
- 1969 - Scarborough Fair - Billboard Adult Contemporary #02
- 1977 - The Real Thing - Billboard Black Singles #51
- 1979 - I'll Tell You - Billboard Club Play Singles #09 e Billboard Black Singles #49
- 1983 - Never Gonna Let You Go - Billboard Adult Contemporary #01, Billboard Black Singles #28 e Billboard Pop Singles #04
- 1984 - Alibis - Billboard Adult Contemporary #05 e The Billboard Hot 100 #29
- 2006 - Mas Que Nada (re-gravação) - Billboard Hot Dance Music/Club Play #13
- 2008 - Mas Que Nada (R Mend Club Mix) - remix por DJ Renato Mendonça - Independente
- 2016 - Se Ligaê - Com Rogério Flausino e Baby do Brasil

### Principais prêmios e indicações
| Ano  | Prêmio        | Categoria                                                | Trabalho                              | Resultado |
| ---- | ------------- | -------------------------------------------------------- | ------------------------------------- | --------- |
| 1993 | Grammy Awards | Melhor Álbum de World Music                              | "Brasileiro"                          | Venceu    |
| 2005 | Grammy Latino | Prêmio Excelência Musical da Academia Latina de Gravação | Ele Mesmo                             | Venceu    |
| 2006 | Grammy Latino | Gravação do Ano                                          | "Mas que Nada" (Part.Black Eyed Peas) | Indicado  |
| 2008 | Grammy Latino | Melhor Canção Brasileira                                 | "Acode" (Part.Vanessa Da Mata)        | Indicado  |
| 2010 | Grammy Latino | Melhor Álbum de Pop Contemporâneo Brasileiro             | "Encanto"                             | Venceu    |
| 2011 | Grammy Awards | Melhor Álbum de World Music Contemporânea                | "Encanto"                             | Indicado  |
| 2012 | Prêmio Annie  | Música em uma Produção de Animação                       | "Real in Rio"                         | Indicado  |
| 2012 | Oscar         | Melhor Canção Original                                   | "Real in Rio"                         | Indicado  |
| 2015 | Grammy Awards | Melhor Álbum de World Music                              | "Magic"                               | Indicado  |